# Iolanda Tsjen
Iolanda Jevgenjevna Tsjen (Russisch: Иоланда Евгеньевна Чен) (Moskou, 26 juli 1961) is een voormalige Russische atlete, die aan het begin van haar loopbaan uitkwam voor de Sovjet-Unie. Ze begon als vijfkamp-atlete, maar besloot zich te specialiseren in het verspringen. 

## Loopbaan
In 1988 sprong Tsjen een persoonlijk record van 7,16 m. In 1992 ging ze over op hink-stap-springen in plaats van verspringen. Geïnspireerd door haar vader Jevgeni Tsjen lukte het haar om in 1992 een sprong van 13,72 te realiseren. 
Op 18 juni 1993 verbeterde Tsjen in Moskou het wereldrecord hink-stap-springen tot 14,97. Later dat jaar behaalde ze een zilveren medaille bij de wereldkampioenschappen in Stuttgart, met een sprong van 14,70. Haar landgenote Anna Biryukova won daar en verbeterde tevens haar wereldrecord tot 15,07.
In maart 1995 werd ze wereldindoorkampioene. Tijdens de wereldindoorkampioenschappen in Barcelona verbeterde ze het wereldindoorrecord tot 15,03.

## Titels
- Wereldindoorkampioene hink-stap-springen - 1995
- Russisch kampioene hink-stap-springen - 1993, 1995
- Russisch indoorkampioene hink-stap-springen - 1993, 1994

## Persoonlijke records
Outdoor
| Onderdeel          | Prestatie                 | Datum        | Plaats |
| ------------------ | ------------------------- | ------------ | ------ |
| hink-stap-springen | 14,97 m (+0.9 m/s)(ex-WR) | 18 juni 1993 | Moskou |
| verspringen        | 7,16 m                    | 30 juli 1988 | Moskou |

Indoor
| Onderdeel          | Prestatie       | Datum           | Plaats    |
| ------------------ | --------------- | --------------- | --------- |
| verspringen        | 7,05 m          | 4 februari 1989 | Homel     |
| hink-stap-springen | 15,03 m (ex-WR) | 11 maart 1995   | Barcelona |

## Palmares

### verspringen
- 1989:  EK indoor te Den Haag - 6.86 m
- 1990: 5e EK te Split - 6,90 m

### hink-stap-springen
- 1993:  Russische indoorkamp. – 14,46 m
- 1993:  WK indoor – 14,36 m
- 1993:  Russische kamp. – 14,97 m
- 1993:  WK – 14,70 m
- 1994:  Russische indoorkamp. – 13,88 m
- 1995:  WK indoor – 15,03 m (WR)
- 1995:  Russische kamp. – 14,88 m